# Karen Olivo
KO,  tidigare känd som Karen Olivo, (född 7 augusti 1976) är en amerikansk scen- och tv-skådespelare, teaterlärare och sångare.
2008 spelade KO rollen som Vanessa i In the Heights på Broadway. Året därpå vann hen 2009 Tony Award för bästa kvinnliga skådespelerska i en musikal för hens framträdande som Anita i en nypremiär av West Side Story . KO är den första och enda skådespelaren att vinna en Tony Award för en prestation i West Side Story. Från 2016 till 2017 porträtterade KO rollen som Angelica Schuyler i Chicago-produktionen av Hamilton.   2019 spelade KO den ledande rollen som Satine i Broadwayuppsättningen av Moulin Rouge! och nominerades till en Tony Award för bästa kvinnliga huvudroll i en musikal.